# Marc Emilià
Marc Emilià o Marc Emili Emilià (en llatí: Marcus Aemilus Aemilianus), conegut simplement com a Emilià, va ser un general romà, aclamat emperador per les tropes de Mèsia, per haver vençut als gots. La seva usurpació només va durar tres mesos l'any 253, ja que va acabar mort pels seus mateixos soldats, quan un altre general, Valerià, va adquirir més lideratge.

## Orígens i carrera militar
Segons es diu a l'antiga crònica llatina del segle iv, Epitome de Caesaribus, Emilià va néixer a Girba (una illa de l'actual Tunísia) i era moro; en un altre passatge del mateix text hi ha una pista que indica que va néixer al voltant de l'any 207. Joan Zonaràs, un escriptor del segle xii, diu que era libi i no moro. En una altra crònica del segle xiii es diu que tenia quaranta anys en el moment de la seva mort, l'any 253.
Pel que fa al seu llinatge, hi ha dues versions, ambdues exagerades: la d'Eutropi i la del seu traductor Paeanius, que diuen que procedia d'una família insignificant, cosa que probablement és una difamació per haver estat un usurpador de curta durada. La de Joan d'Antioquia podria estar basada en la propaganda d'Emilià quan assegura que aquest usurpador es va aprofitar dels seus ancestres, la gens Emília, per arribar al poder. Emilià es va casar amb Cornèlia Supera, una dona d'origen africà. L'any de l'enllaç és desconegut, però ja que tots dos eren del mateix origen és possible que el matrimoni se celebrés quan Emilià vivia a Àfrica.
Durant el govern de Trebonià Gal va ser designat per governar Pannònia i Mèsia. Trebonià havia aconseguit el tron per la mort de l'emperador Deci lluitant contra Cniva en la batalla d'Abritus (251), però era poc estimat per les humiliants condicions del tractat de pau que va signar amb els gots, i més endavant per la derrota davant de l'exèrcit de Sapor I de Pèrsia, que havia atacat Síria. Segons el cronista Joan d'Antioquia, després del seu nomenament a Mèsia, Emilià sentia menyspreu per Trebonià i va començar a conspirar contra ell. A més estava en contra de les decisions preses pel senat. Les dues coses són confirmades per les cròniques de Jeroni d'Estridó i de Jordanes.

## Ascens al tron
L'any 253 es va destacar per haver rebutjat els bàrbars a l'altre costat del Danubi i es va guanyar el suport dels soldats distribuint el botí de la batalla entre ells en lloc de portar-lo a Roma, llavors les seves tropes el van proclamar emperador.
Va marxar cap Itàlia a través de la Via Flamínia per enfrontar-se a Trebonià Gal i aquest va enviar contra ell al general i senador Valerià, però els soldats van aclamar aquest altre com a emperador. Trebonià Gal i el seu fill Volusià Gal van anar personalment a sotmetre Emilià i Valerià, però els seus soldats van canviar de bàndol. Trebonià Gal i Volusià van morir a mans dels soldats a Terni (febrer del 253). Emilià va arribar a Roma, on va ser reconegut emperador pel senat romà després d'una curta oposició, però al cap de tres o quatre mesos, en acostar-se Valerià, va ser eliminat pels soldats a Spoleto. Valerià havia estat reconegut emperador pel senat i tot seguit va designar cèsar al seu fill Publi Licini Galiè.